# Lycosa
Lycosa – rodzaj pająków należący do rodziny pogońcowatych, występujący na całym świecie. Lycosa spp. można odróżnić od innych pogońcowatych po ich stosunkowo dużych rozmiarach. Rodzaj ten obejmuje europejską tarantulę włoską, która kiedyś była kojarzona z tarantyzmem, symboliczno-religijną chorobą mającą wywoływać powtarzające się cyklicznie kryzysy. Można ją było wyleczyć tylko tradycyjnym tańcem tarantelli. Nie jest znane żadne naukowe uzasadnienie tego mitu – jad pająków Lycosa na ogół nie jest szkodliwy.
Do 2013 roku opisano ponad 200 gatunków z tego rodzaju.

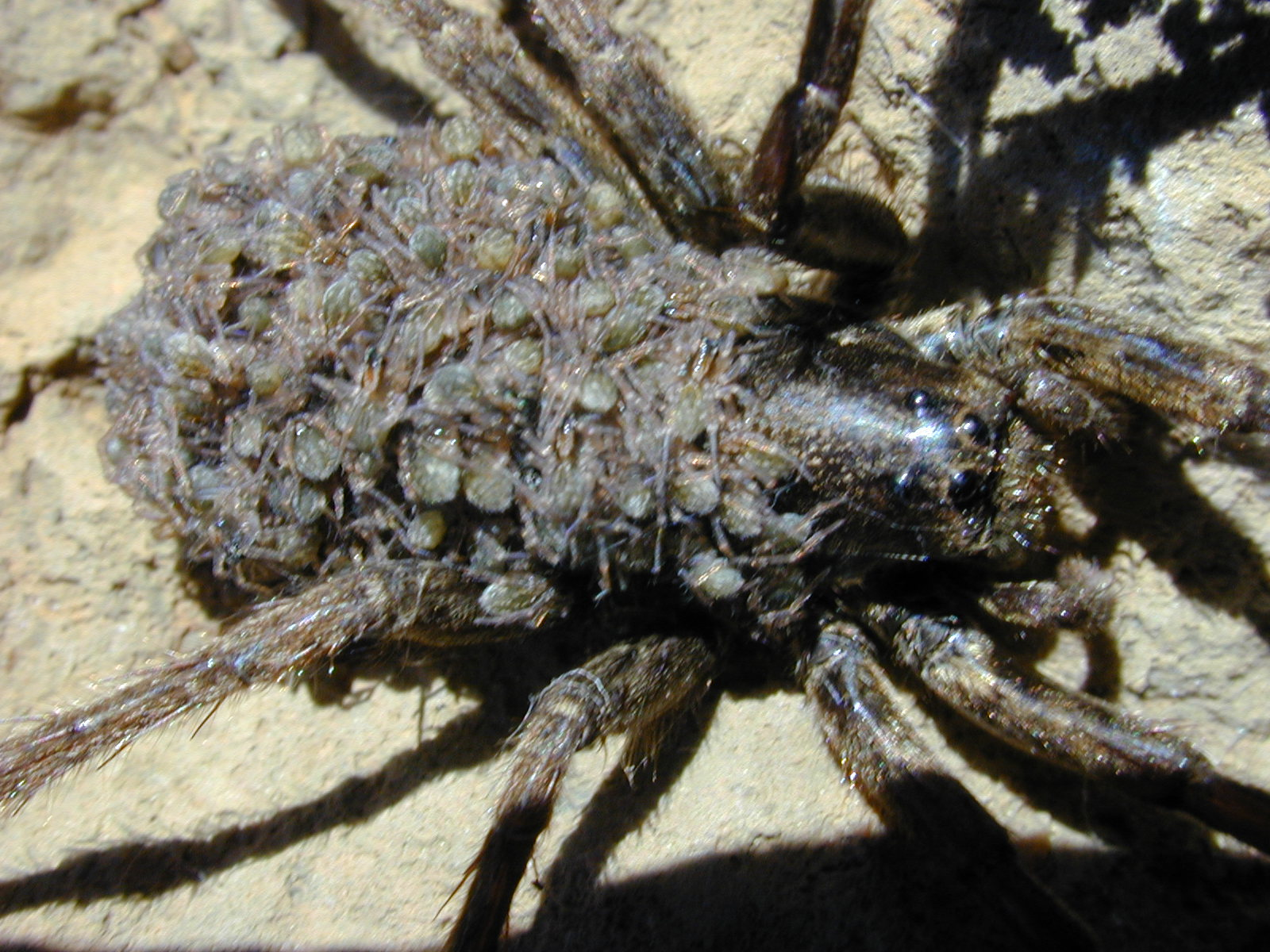
Lycosa hawaiiensis niosąca młode

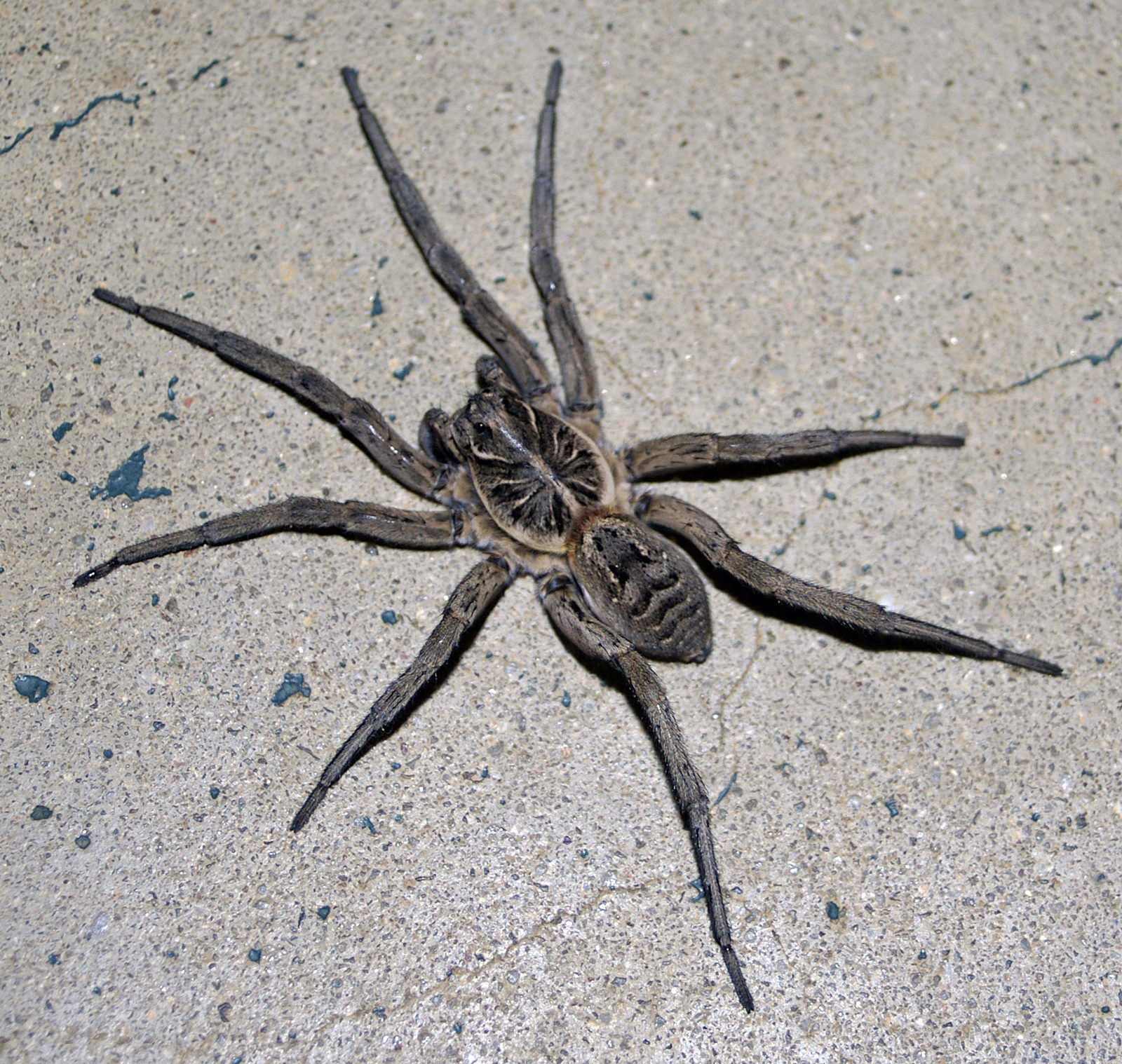
Lycosa leuckarti

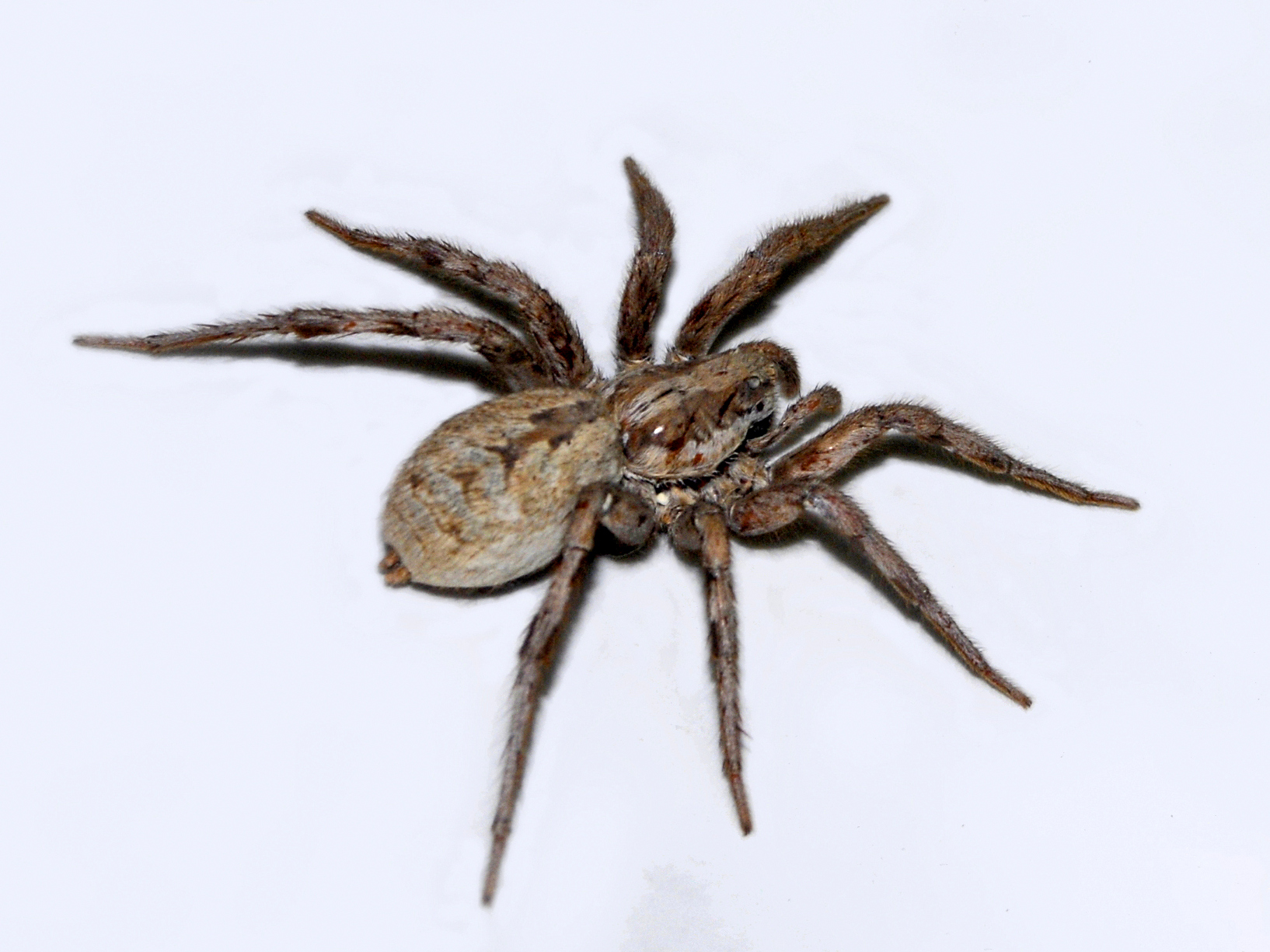
Lycosa narbonensis

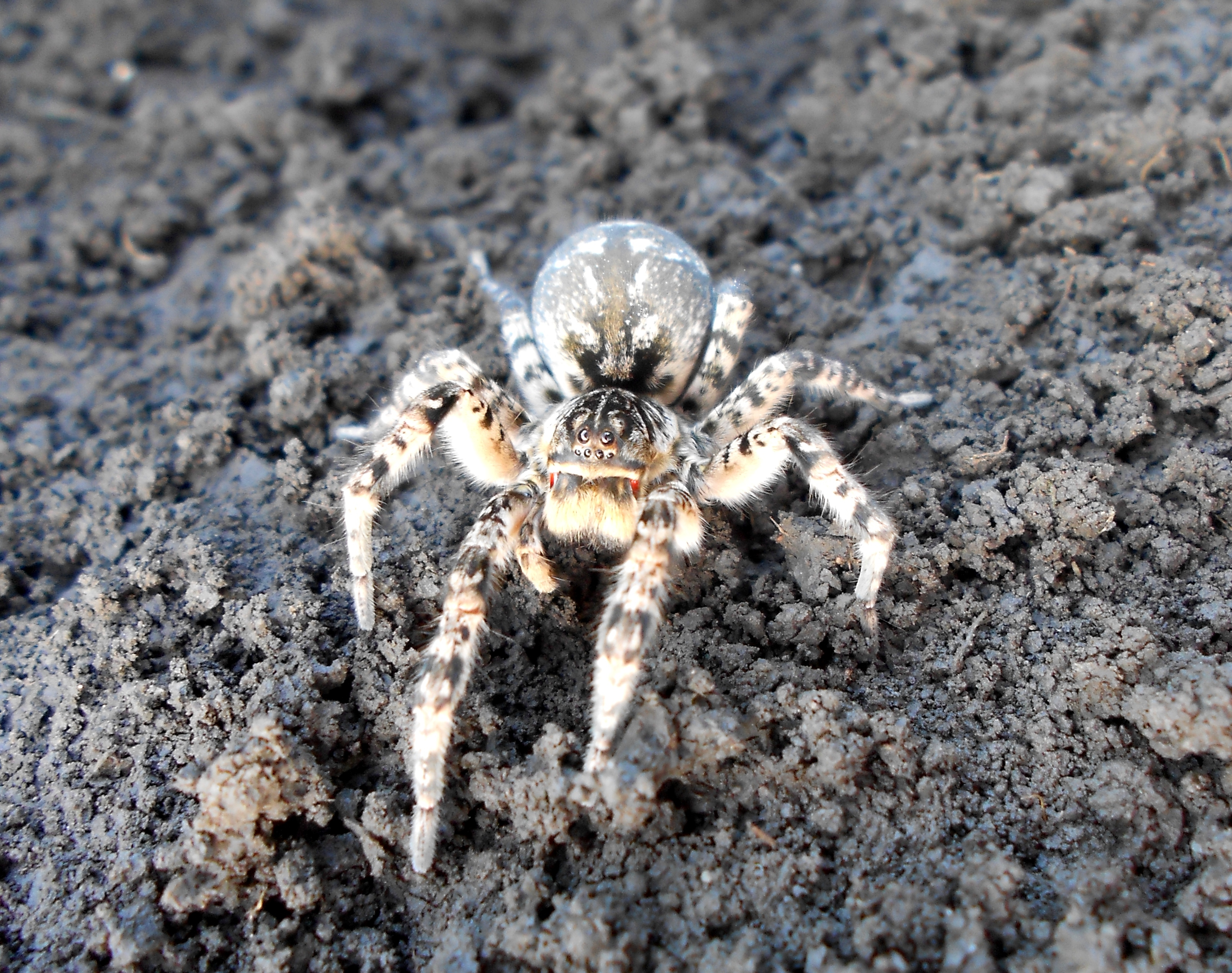
Lycosa singoriensis

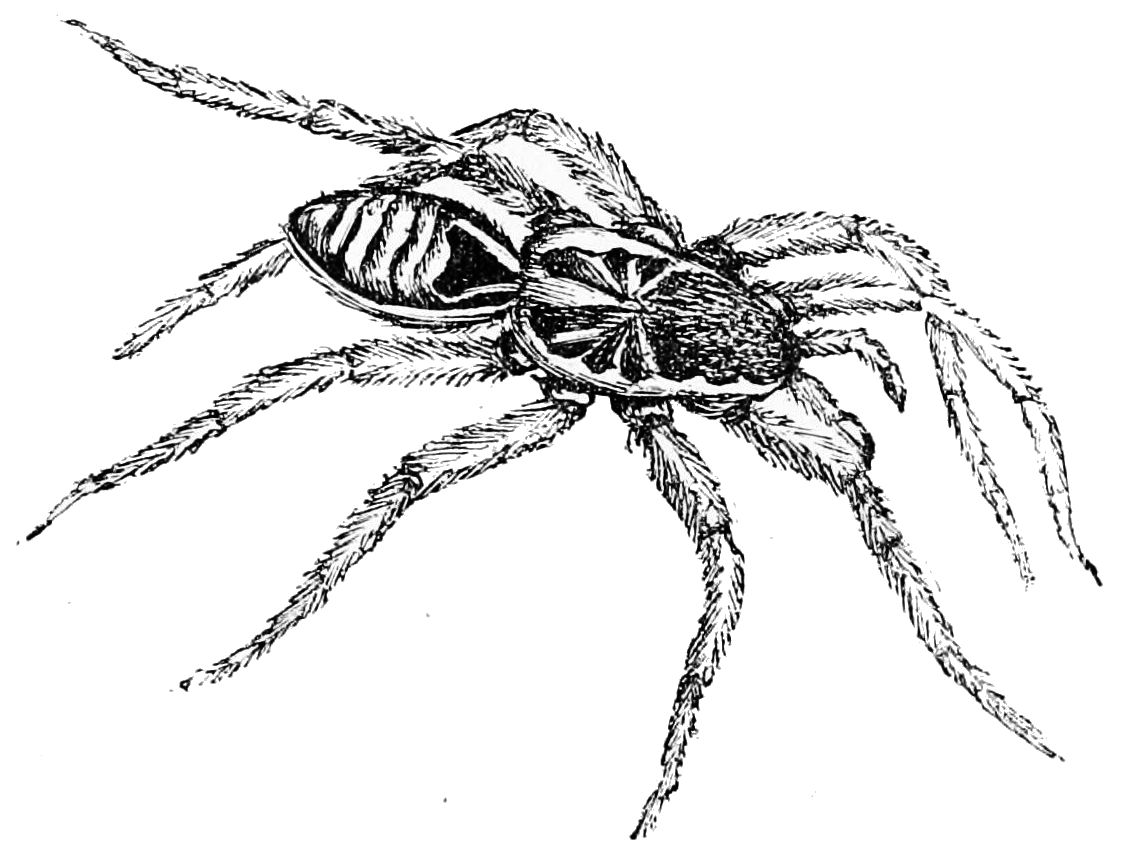
Lycosa tarantula, ilustracja

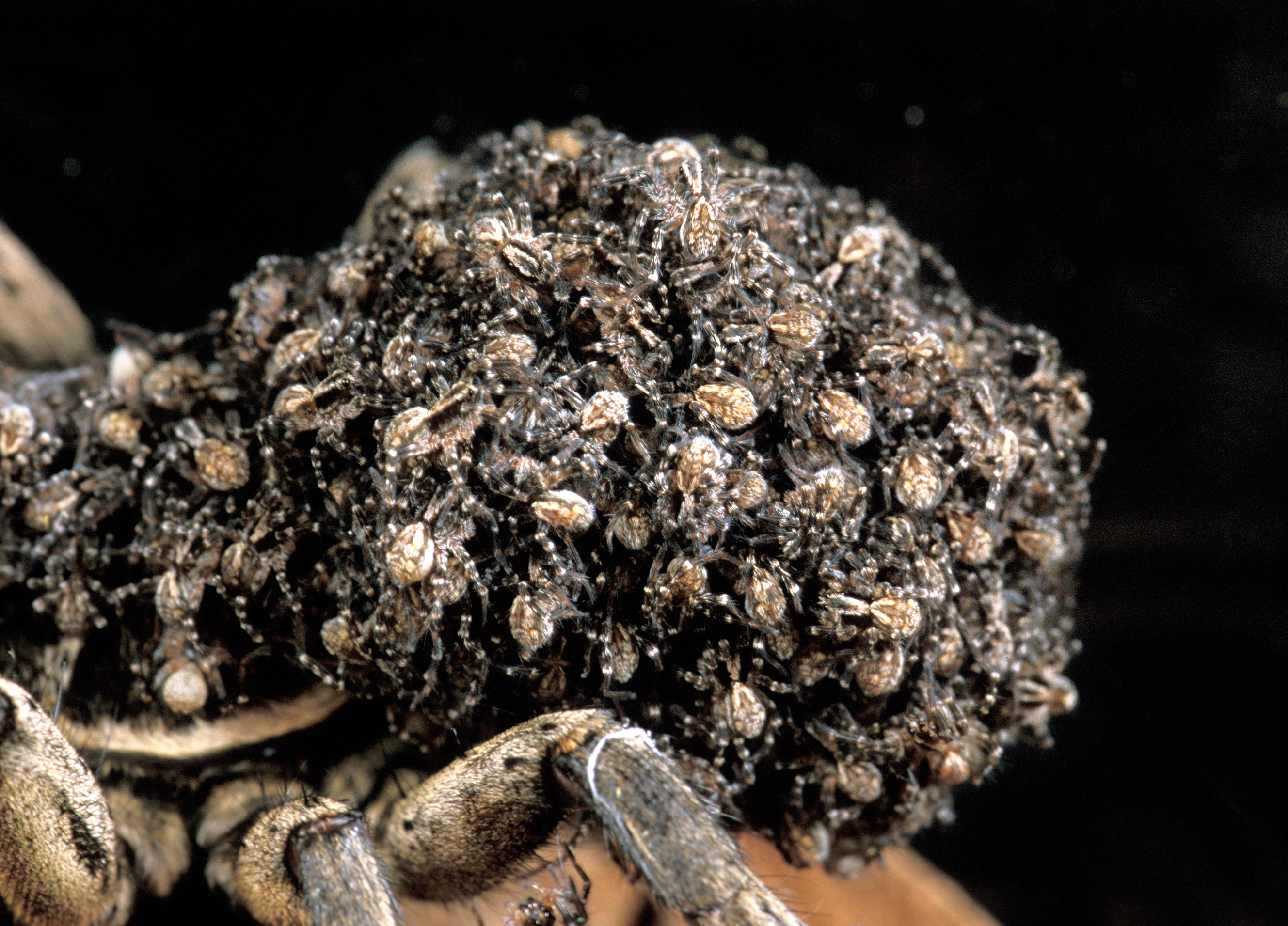
Lycosa godeffroyi niosąca młode

## Lista gatunków
- Lycosa abnormis, Guy, 1966 – Afryka Północna
- Lycosa accurata, Becker, 1886 – Meksyk
- Lycosa adusta, Banks, 1898 – Meksyk
- Lycosa affinis, Lucas, 1846 – Algieria
- Lycosa ambigua, Barrientos, 2004 – Hiszpania
- Lycosa anclata, Franganillo, 1946 – Kuba
- Lycosa apacha, Chamberlin, 1925 – USA
- Lycosa approximata, F. O. P. -Cambridge, 1885 – Yarkand
- Lycosa aragogi, Nadolny & Zamani, 2017 – Iran
- Lycosa arambagensis, Biswas & Biswas, 1992 – Indie
- Lycosa arapensis, Strand, 1908 – Peru
- Lycosa ariadnae, McKay, 1979 – Australia Zachodnia
- Lycosa articulata, Costa, 1875 – Izrael
- Lycosa artigasi, Casanueva, 1980 – Chile
- Lycosa asiatica, Sytshevskaja, 1980 – Tadżykistan
- Lycosa aurea, Hogg, 1896 – Australia Środkowa
- Lycosa auroguttata, Keyserling, 1891 – Brazylia
- Lycosa australicola, Strand, 1913 – Australia Zachodnia, Terytorium Północne
- Lycosa australis, Simon, 1884 – Chile
- Lycosa balaramai, Patel & Reddy, 1993 – Indie
- Lycosa barnesi, Gravely, 1924 – Indie
- Lycosa bedeli, Simon, 1876 – Afryka Północna
- Lycosa beihaiensis, Yin, Bao & Zhang, 1995 – Chiny
- Lycosa bezzii, Mello-Leitão, 1944 – Argentyna
- Lycosa bhatnagari, Sadana, 1969 – Indie
- Lycosa bicolor, Hogg, 1905 – Australia Zachodnia, Terytorium Północne, Australia Południowa
- Lycosa biolleyi, Banks, 1909 – Kostaryka
- Lycosa bistriata, Gravely, 1924 – Indie, Bhutan
- Lycosa boninensis, Tanaka, 1989 – Tajwan, Japonia
- Lycosa bonneti, Guy & Carricaburu, 1967 – Algieria
- Lycosa brunnea, F. O. P. – Cambridge, 1902 – Kostaryka, Gwatemala, Meksyk
- Lycosa caenosa, Rainbow, 1899 – Nowa Kaledonia, Nowe Hebrydy
- Lycosa canescens, Schenkel, 1963 – Chiny
- Lycosa capensis, Simon, 1898 – Republika Południowej Afryki
- Lycosa carbonelli, Costa & Capocasale, 1984 – Urugwaj
- Lycosa carmichaeli, Gravely, 1924 – Indie
- Lycosa castanea, Hogg, 1905 – Australia Południowa
- Lycosa cerrofloresiana, Petrunkevitch, 1925 – Salwador do Panamy
- Lycosa chaperi, Simon, 1885 – Indie, Pakistan
- Lycosa choudhuryi, Tikader & Malhotra, 1980 – Indie, Chiny
- Lycosa cingara, C.L. Koch, 1847 – Egipt
- Lycosa clarissa, Roewer, 1951 – Hiszpania
- Lycosa coelestis, L. Koch, 1878 – Chiny, Korea, Japonia
- Lycosa connexa, Roewer, 1960 – Republika Południowej Afryki
- Lycosa contestata, Montgomery, 1903 – USA
- Lycosa corallina, McKay, 1974 – Australia
- Lycosa coreana, Paik, 1994 – Korea
- Lycosa cowlei, Hogg, 1896 – Australia Środkowa
- Lycosa cretacea, Simon, 1898 – Afryka Północna
- Lycosa dacica, Pavesi, 1898 – Rumunia
- Lycosa danjiangensis, Yin, Zhao & Bao, 1997 – Chiny
- Lycosa dilatata, F. O. P. – Cambridge, 1902 – Meksyk do Salwadoru
- Lycosa dimota, Simon, 1909 – Zachodnia Australia
- Lycosa discolor, Walckenaer, 1837 – USA
- Lycosa duracki, McKay, 1975 – Australia Zachodnia
- Lycosa elysae, Tongiorgi, 1977 – św. Helena
- Lycosa emuncta, Banks, 1898 – Meksyk
- Lycosa erjianensis, Yin & Zhao, 1996 – Chiny
- Lycosa errans, Hogg, 1905 – Australia Południowa
- Lycosa erythrognatha, Lucas, 1836 – Brazylia, Urugwaj, Paragwaj, Argentyna
- Lycosa eutypa, Chamberlin, 1925 – Panama
- Lycosa exigua, Roewer, 1960 – Namibia
- Lycosa falconensis, Schenkel, 1953 – Wenezuela
- Lycosa fernandezi, F. O. P. -Cambridge, 1899 – Wyspy Juana Fernandeza
- Lycosa ferriculosa, Chamberlin, 1919 – Stany Zjednoczone
- Lycosa formosana, Saito, 1936 – Tajwan
- Lycosa forresti, McKay, 1973 – Australia Zachodnia
- Lycosa frigens, Kulczyński, 1916 – Rosja
- Lycosa fulviventris, Kroneberg, 1875 – Uzbekistan
- Lycosa fuscana, Pocock, 1901 – Indie
- Lycosa futilis, Banks, 1898 – Meksyk
- Lycosa geotubalis, Tikader & Malhotra, 1980 – Indie
- Lycosa gibsoni, McKay, 1979 – Australia Zachodnia
- Lycosa gigantea, Roewer, 1960 – Republika Południowej Afryki
- Lycosa gilberta, Hogg, 1905 – Nowa Południowa Walia, Wiktoria, Australia Południowa
- Lycosa gobiensis, Schenkel, 1936 – Mongolia, Chiny
- Lycosa godeffroyi, L. Koch, 1865 – Australia
- Lycosa goliathus, Pocock, 1901 – Indie
- Lycosa grahami, Fox, 1935 – Chiny
- Lycosa granatensis, Franganillo, 1925 – Hiszpania
- Lycosa guayaquiliana, Mello-Leitão, 1939 – Ekwador
- Lycosa hickmani, Roewer, 1955 – Nowa Gwinea, Północna Australia
- Lycosa hildegardae, Casanueva, 1980 – Chile
- Lycosa horrida, Keyserling, 1877 – Kolumbia
- Lycosa howarthi, Gertsch, 1973 – Hawaje
- Lycosa illicita, Gertsch, 1934 – Meksyk
- Lycosa immanis, L. Koch, 1879 – Rosja
- Lycosa impavida, Walckenaer, 1837 – USA
- Lycosa implacida, Nicolet, 1849 – Chile
- Lycosa indagatrix, Walckenaer, 1837 – Indie, Sri Lanka
- Lycosa indomita, Nicolet, 1849 – Chile
- Lycosa infesta, Walckenaer, 1837 – USA
- Lycosa injusta, Banks, 1898 – Meksyk
- Lycosa innocua, Doleschall, 1859 – Amboina
- Lycosa inornata, Blackwall, 1862 – Brazylia
- Lycosa insulana, Bryant, 1923 – Barbados
- Lycosa insularis, Lucas, 1857 – Kuba
- Lycosa intermedialis, Roewer, 1955 – Libia
- Lycosa interstitialis, 1906 – Algieria
- Lycosa inviolata, Roewer, 1960 – Republika Południowej Afryki
- Lycosa iranii, Pocock, 1901 – Indie
- Lycosa ishikariana, Saito, 1934 – Rosja, Japonia
- Lycosa isolata, Bryant, 1940 – Kuba
- Lycosa jagadalpurensis, Gajbe, 2004 – Indie
- Lycosa kempi, Gravely, 1924 – Indie, Pakistan, Bhutan, Chiny
- Lycosa koyuga, McKay, 1979 – Australia Zachodnia
- Lycosa labialis, Mao & Song, 1985 – Chiny, Korea
- Lycosa labialisoides, Peng i in., 1997 – Chiny
- Lycosa laeta, L. Koch, 1877 – Australia Wschodnia
- Lycosa lambai, Tikader & Malhotra, 1980 – Indie
- Lycosa langei, Mello-Leitão, 1947 – Brazylia
- Lycosa lativulva, F. O. P.-Cambridge, 1902 – Gwatemala
- Lycosa lebakensis, Doleschall, 1859 – Java
- Lycosa leireana, Franganillo, 1918 – Hiszpania
- Lycosa leuckarti, Thorell, 1870 – Australia
- Lycosa leucogastra, Mello-Leitão, 1944 – Argentyna
- Lycosa leucophaeoides, Roewer, 1951 – Queensland
- Lycosa leucophthalma, Mello-Leitão, 1940 – Argentyna
- Lycosa leucotaeniata, Mello-Leitão, 1947 – Brazylia
- Lycosa liliputana, Nicolet, 1849 – Chile
- Lycosa longivulva, F. O. P.- Cambridge, 1902 – Gwatemala
- Lycosa macedonica, Giltay, 1932 – Macedonia
- Lycosa mackenziei, Gravely, 1924 – Pakistan, Indie, Bangladesz
- Lycosa maculata, Butt, Anwar i Tahir, 2006 – Pakistan
- Lycosa madagascariensis, Vinson, 1863 – Madagaskar
- Lycosa madani, Pocock, 1901 – Indie
- Lycosa magallanica, Karsch, 1880 – Chile
- Lycosa magnifica, Hu, 2001 – Chiny
- Lycosa mahabaleshwarensis, Tikader & Malhotra, 1980 – Indie
- Lycosa malacensis, Franganillo, 1926 – Hiszpania
- Lycosa masteri, Pocock, 1901 – Indie
- Lycosa matusitai, Nakatsudi, 1943 – Japonia do Mikronezji
- Lycosa maya, Chamberlin, 1925 – Meksyk
- Lycosa mexicana, Banks, 1898 – Meksyk
- Lycosa minae, Dönitz & Strand, 1906 – Japonia
- Lycosa molyneuxi, Hogg, 1905 – Nowa Południowa Walia
- Lycosa mordax, Walckenaer, 1837 – USA
- Lycosa moulmeinensis, Gravely, 1924 – Myanmar
- Lycosa mukana, Roewer, 1960 – Kongo
- Lycosa muntea, Roewer, 1960 – Kongo
- Lycosa musgravei, McKay, 1974 – Nowa Południowa Walia, Wiktoria
- Lycosa narbonensis, Walckenaer, 1806 – basen Morza Śródziemnego
- Lycosa niceforoi, Mello-Leitão, 1941 – Kolumbia
- Lycosa nigricans, Butt, Anwar i Tahir, 2006 – Pakistan
- Lycosa nigromarmorata, Mello-Leitão, 1941 – Kolumbia
- Lycosa nigropunctata, Rainbow, 1915 – Australia Południowa
- Lycosa nigrotaeniata, Mello-Leitão, 1941 – Kolumbia
- Lycosa nigrotibialis, Simon, 1884 – Indie, Bhutan, Mjanma
- Lycosa nilotica, Audouin, 1826 – Egipt
- Lycosa nordenskjoldi, Tullgren, 1905 – Brazylia, Boliwia
- Lycosa ovalata, Franganillo, 1930 – Kuba
- Lycosa pachana, Pocock, 1898 – Środkowa, Południowa Afryka
- Lycosa palliata, Roewer, 1960 – Republika Południowej Afryki
- Lycosa pampeana, Holmberg, 1876 – Paragwaj, Argentyna
- Lycosa paranensis, Holmberg, 1876 – Brazylia, Argentyna
- Lycosa parvipudens, Karsch, 1881 – Wyspy Gilberta
- Lycosa patagonica, Simon, 1886 – Chile
- Lycosa pavlovi, Schenkel, 1953 – Chiny
- Lycosa perinflata, Pulleine, 1922 – Australia Południowa
- Lycosa perkinsi, Simon, 1904 – Hawaje
- Lycosa perspicua, Roewer, 1960 – Republika Południowej Afryki
- Lycosa philadelphiana, Walckenaer, 1837 – USA
- Lycosa phipsoni, Pocock, 1899 – Indie do Chin, Tajwan
- Lycosa pia, Bösenberg & Strand, 1906 – Japonia
- Lycosa pictipes, Keyserling, 1891 – Brazylia, Argentyna
- Lycosa pictula, Pocock, 1901 – Indie
- Lycosa pintoi, Mello-Leitão, 1931 – Brazylia
- Lycosa piochardi, Simon, 1876 – Syria
- Lycosa poliostoma, C.L. Koch, 1847 – Brazylia, Paragwaj, Urugwaj, Argentyna
- Lycosa poonaensis, Tikader & Malhotra, 1980 – Indie
- Lycosa porteri, Simon, 1904 – Chile
- Lycosa praegrandis, C.L. Koch, 1836 – Grecja do Azji Środkowej
- Lycosa praestans, Roewer, 1960 – Botswana
- Lycosa proletarioides, Mello-Leitão, 1941 – Argentyna
- Lycosa prolifica, Pocock, 1901 – Indie
- Lycosa properipes, Simon, 1909 – Australia Zachodnia
- Lycosa pulchella, Thorell, 1881 – Nowa Gwinea, Archipelag Bismarcka
- Lycosa punctiventralis, Roewer, 1951 – Meksyk
- Lycosa quadrimaculata, Lucas, 1858 – Gabon
- Lycosa rimicola, Purcell, 1903 – Republika Południowej Afryki
- Lycosa ringens, Tongiorgi, 1977 – Wyspa Świętej Heleny
- Lycosa rostrata, Franganillo, 1930 – Kuba
- Lycosa rufimanoides, Strand, 1908 – Boliwia
- Lycosa rufisterna, Schenkel, 1953 – Chiny
- Lycosa russea, Schenkel, 1953 – Chiny
- Lycosa sabulosa, F. O. P.-Cambridge, 1885 – Yarkand
- Lycosa salifodina, McKay, 1976 – Australia Zachodnia
- Lycosa salvadorensis, Kraus, 1955 – Salwador
- Lycosa separata, Roewer, 1960 – Mozambik
- Lycosa septembris, Strand, 1906 – Etiopia
- Lycosa sericovittata, Mello-Leitão, 1939 – Brazylia
- Lycosa serranoa, Tullgren, 1901 – Chile
- Lycosa shahapuraensis, Gajbe, 2004 – Indie
- Lycosa shaktae, Bhandari & Gajbe, 2001 – Indie
- Lycosa shansia, Hogg, 1912 – Chiny, Mongolia
- Lycosa shillongensis, Tikader & Malhotra, 1980 – Indie
- Lycosa signata, Lenz, 1886 – Madagaskar
- Lycosa signiventris, Banks, 1909 – Salwador, Kostaryka
- Lycosa sigridae, Strand, 1917 – Meksyk
- Lycosa similis, Banks, 1892 – USA
- Lycosa singoriensis, Laxmann, 1770 – tarantula ukraińska – Palearktyka
- Lycosa skeeti, Pulleine, 1922 – Australia Południowa
- Lycosa snelli, McKay, 1975 – Australia Zachodnia
- Lycosa sochoi, Mello-Leitão, 1947 – Brazylia
- Lycosa spiniformis, Franganillo, 1926 – Hiszpania
- Lycosa storeniformis, Simon, 1910 – Gwinea Bissau
- Lycosa storri, McKay, 1973 – Australia Zachodnia
- Lycosa subfusca, F. O. P.-Cambridge, 1902 – Meksyk, Kostaryka
- Lycosa subhirsuta, L. Koch, 1882 – Majorka
- Lycosa suzukii, Yaginuma, 1960 – Rosja, Chiny, Korea, Japonia
- Lycosa sylvatica, Roewer, 1951 – Algieria
- Lycosa tarantula, Linnaeus, 1758 – tarantula włoska – Europa południowo-wschodnia, Morze Śródziemne, Bliski Wschód
- Lycosa tarantula carsica, Caporiacco, 1949 – Włochy
- Lycosa tarantuloides, Perty, 1833 – Brazylia
- Lycosa tasmanicola, Roewer, 1960 – Tasmania
- Lycosa teranganicola, 1911 – Wyspy Aru
- Lycosa terrestris, Butt, Anwar i Tahir, 2006 – Pakistan
- Lycosa tetrophthalma, Mello-Leitão, 1939 – Paragwaj
- Lycosa thoracica, Patel & Reddy, 1993 – Indie
- Lycosa thorelli, Keyserling, 1877 – Kolumbia do Argentyny
- Lycosa tista, Tikader, 1970 – Indie
- Lycosa transversa, F.O.P. Cambridge, 1902 – Gwatemala
- Lycosa trichopus, Roewer, 1960 – Afganistan
- Lycosa tula, Strand, 1913 – Australia Zachodnia
- Lycosa u-album, Mello-Leitão, 1938 – Argentyna
- Lycosa vachoni, Guy, 1966 – Algieria
- Lycosa vellutina, Mello-Leitão, 1941 – Kolumbia
- Lycosa ventralis, F. O. P.-Cambridge, 1902 – Meksyk
- Lycosa virgulata, Franganillo, 1920 – Portugalia
- Lycosa vittata, Yin, Bao & Zhang, 1995 – Chiny
- Lycosa wadaiensis, Roewer, 1960 – Czad
- Lycosa wangi, Yin, Peng & Wang, 1996 – Chiny
- Lycosa woonda, McKay, 1979 – Australia Zachodnia
- Lycosa wroughtoni, Pocock, 1899 – Indie
- Lycosa wulsini, Fox, 1935 – Chiny
- Lycosa yalkara, McKay, 1979 – Australia Zachodnia
- Lycosa yerburyi, Pocock, 1901 – Sri Lanka